# Pseudo-Apuleius
Als Pseudo-Apuleius, Apuleius Platonicus oder Apuleius Barbarus wird der unbekannte Autor bzw. Kompilator eines illustrierten Kräuterbuches (Pseudo-Apuleius Herbarius) genannt, dessen ältestes erhaltenes Manuskript in lateinischer Sprache (Leiden, Ms. Voss Q. 9) aus dem 6. oder 7. Jahrhundert stammt und dessen Urtext im 4. Jahrhundert entstand. Er ist nicht identisch mit Apuleius von Madaura, dem römischen Dichter und Philosophen des 2. Jahrhunderts.

## Pseudo-Apuleius Herbarius, auch De herbarum virtutibus (medicaminibus)

### Abbildungen

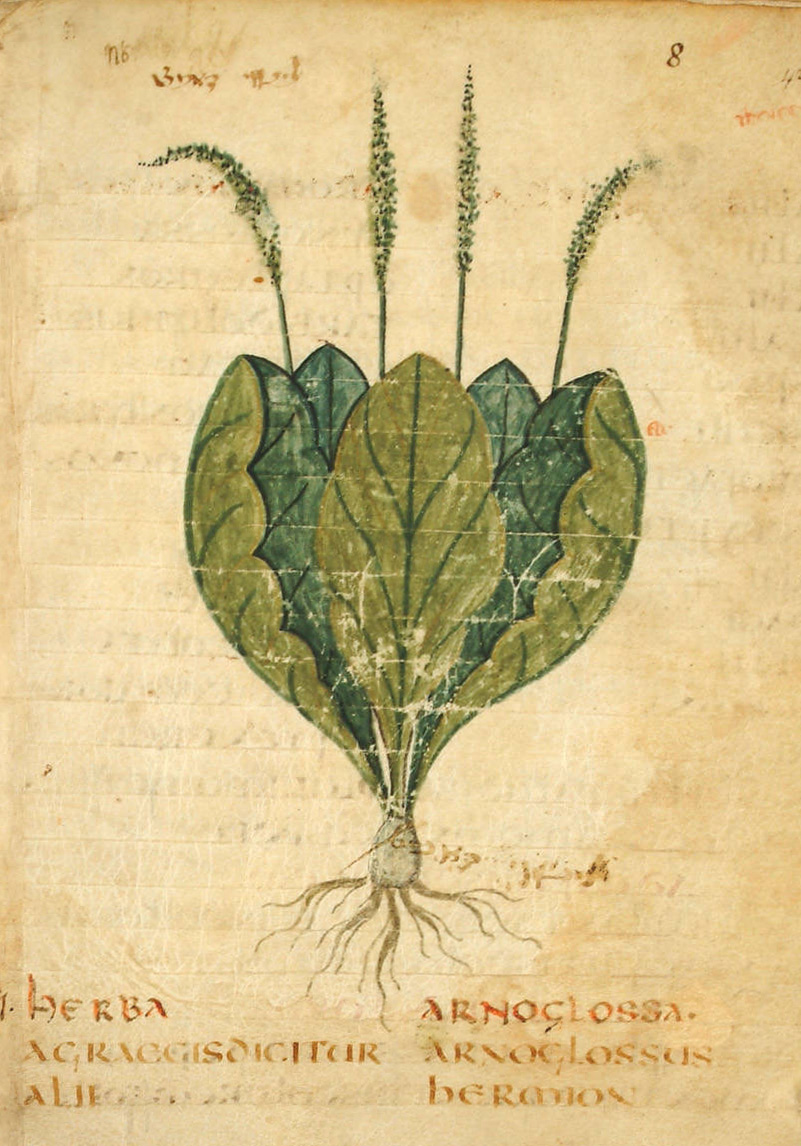
... Arnoglossa. Ms. Voss. Q9. Leiden 6. Jh.
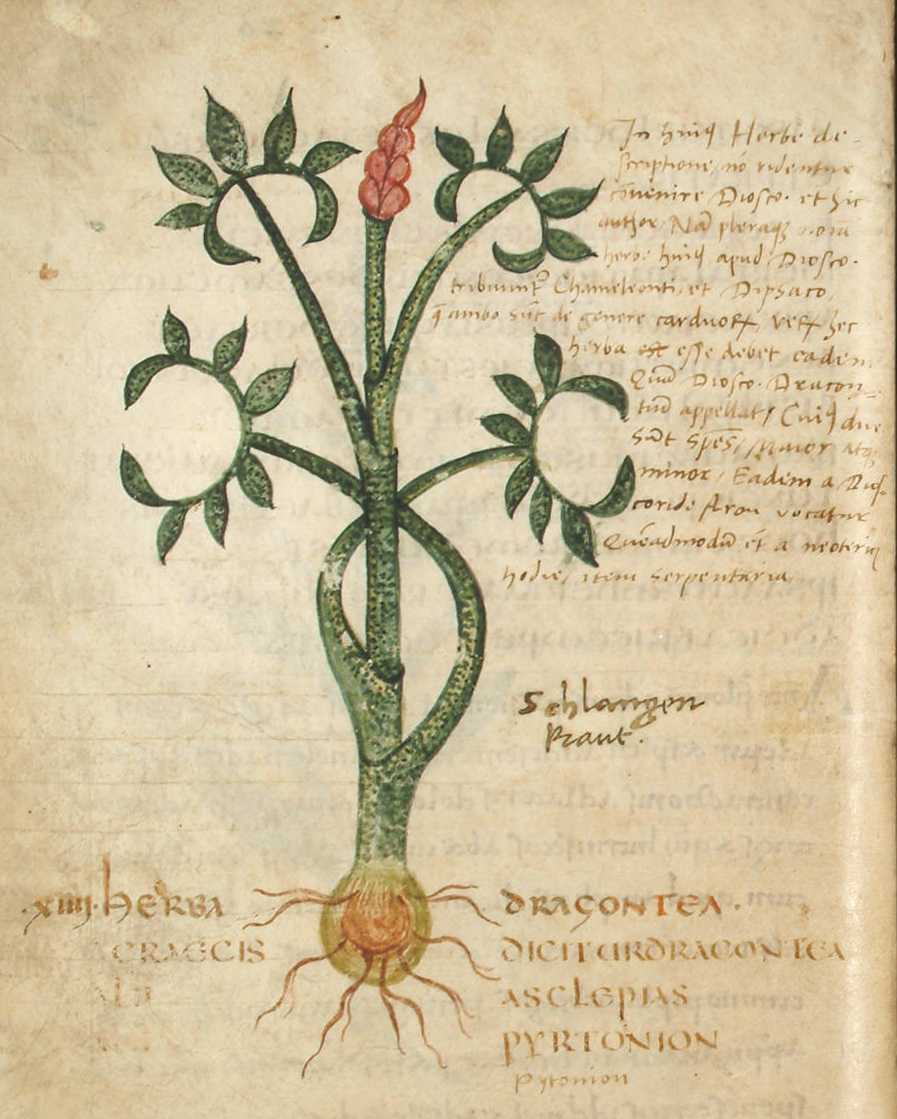
... Dragontea.[1] Ms. Voss. Q9. Leiden 6. Jahrhundert
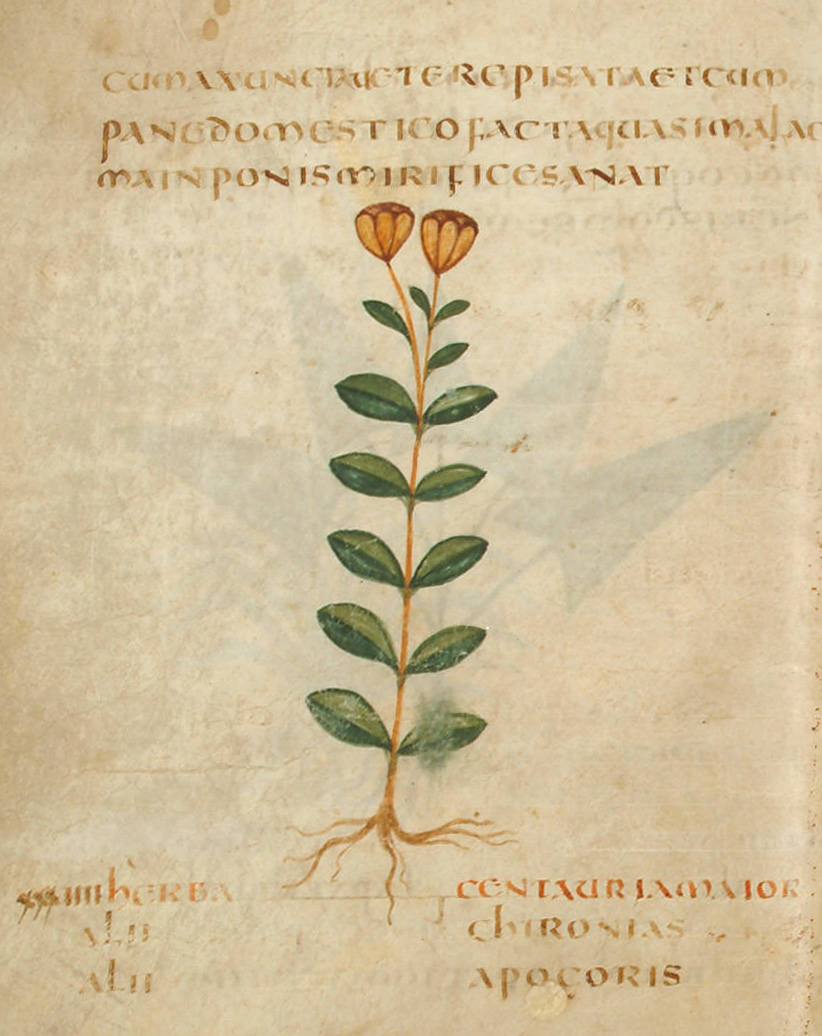
Centauria maior. Ms. Voss. Q9. Leiden 6. Jahrhundert
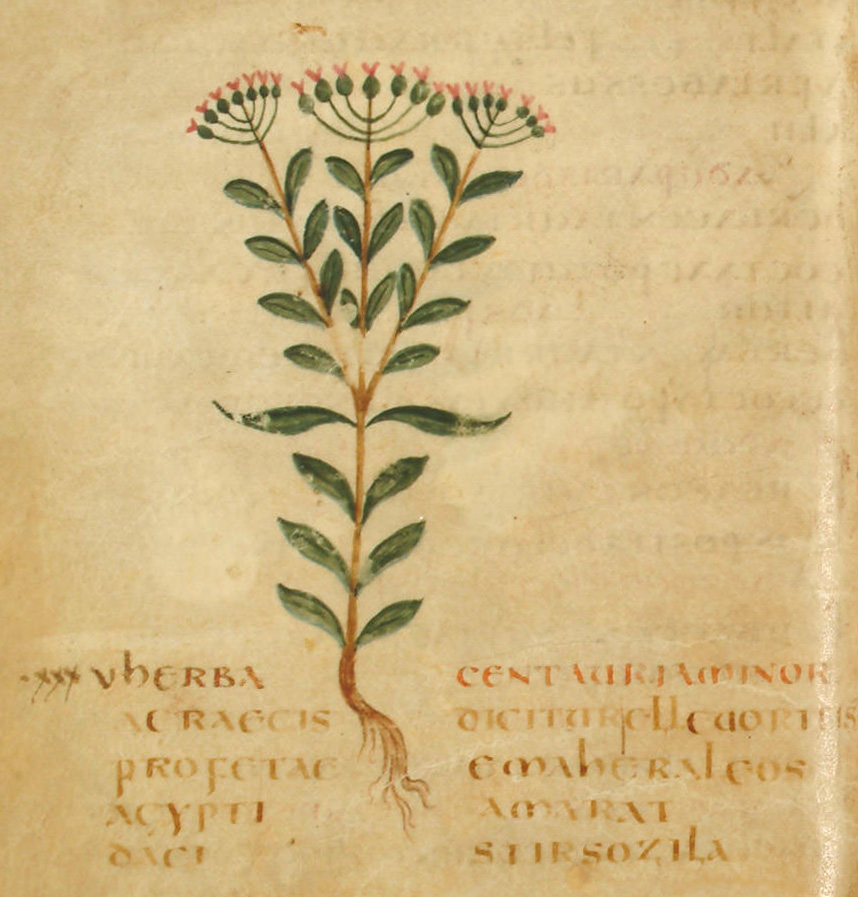
Centauria minor. Ms. Voss. Q9. Leiden 6. Jahrhundert
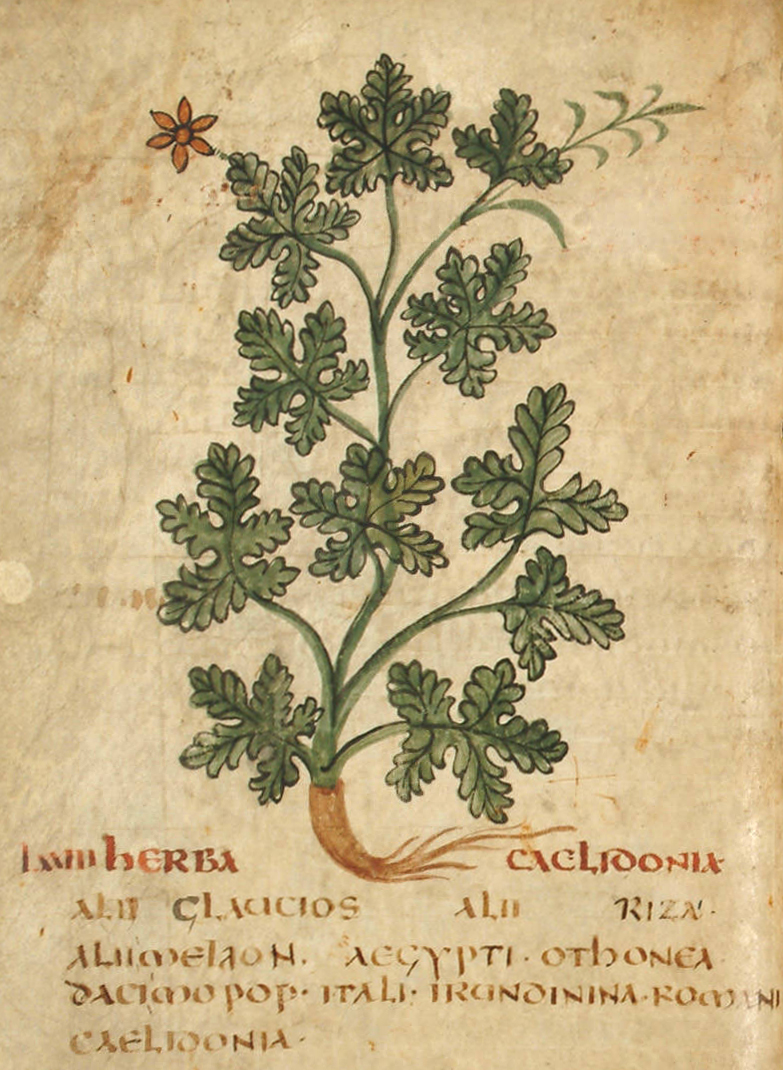
..... Caelidonia. Ms. Voss. Q9. Leiden 6. Jahrhundert
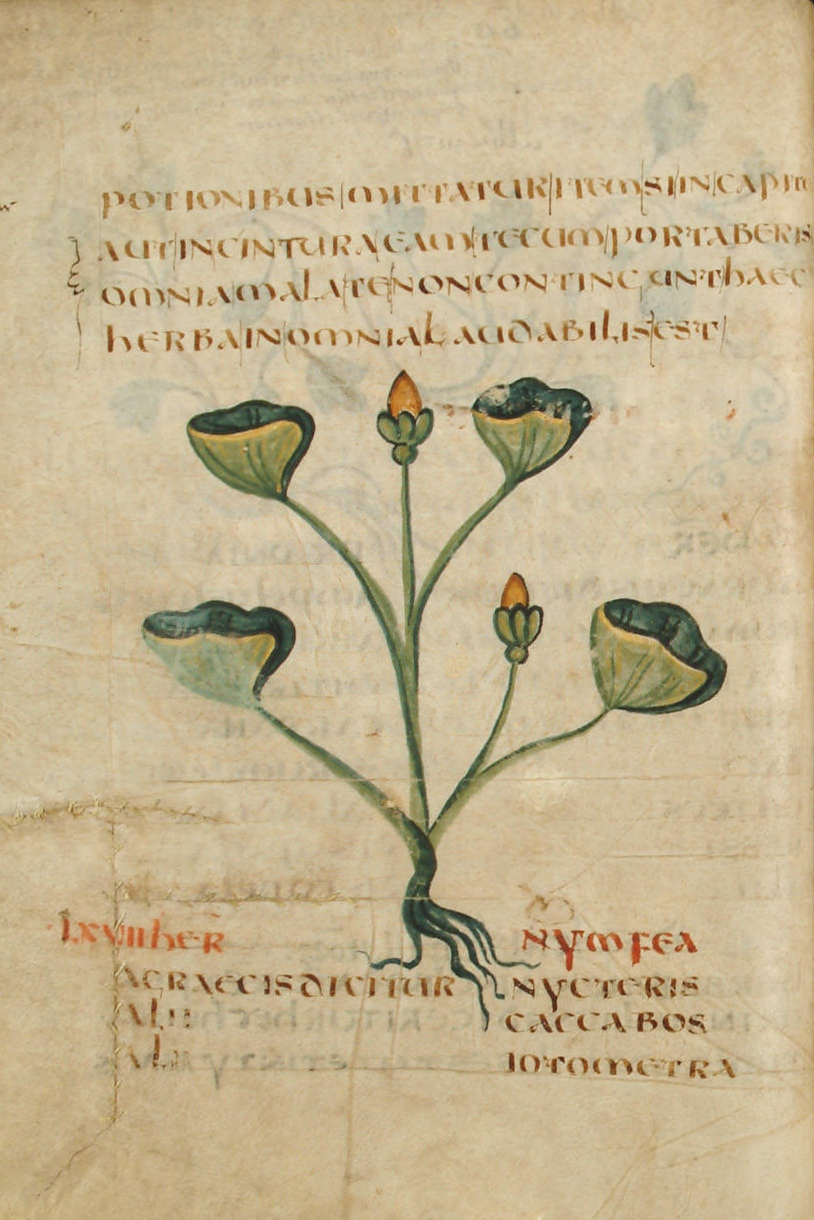
..... Nymp[h]ea. Ms. Voss. Q9. Leiden 6. Jahrhundert

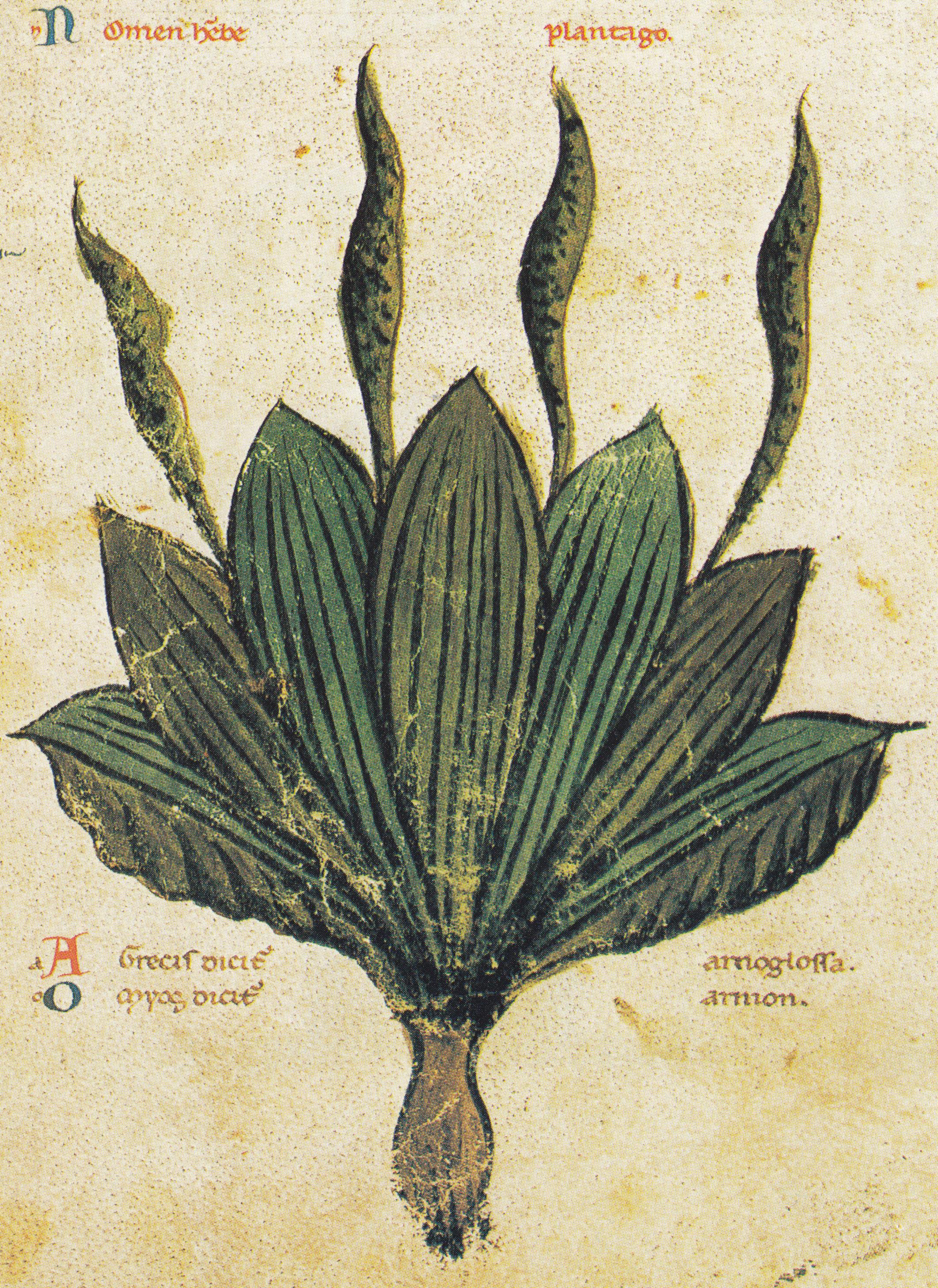
Arnoglossa. Codex Vindob. 93, 13. Jahrhundert
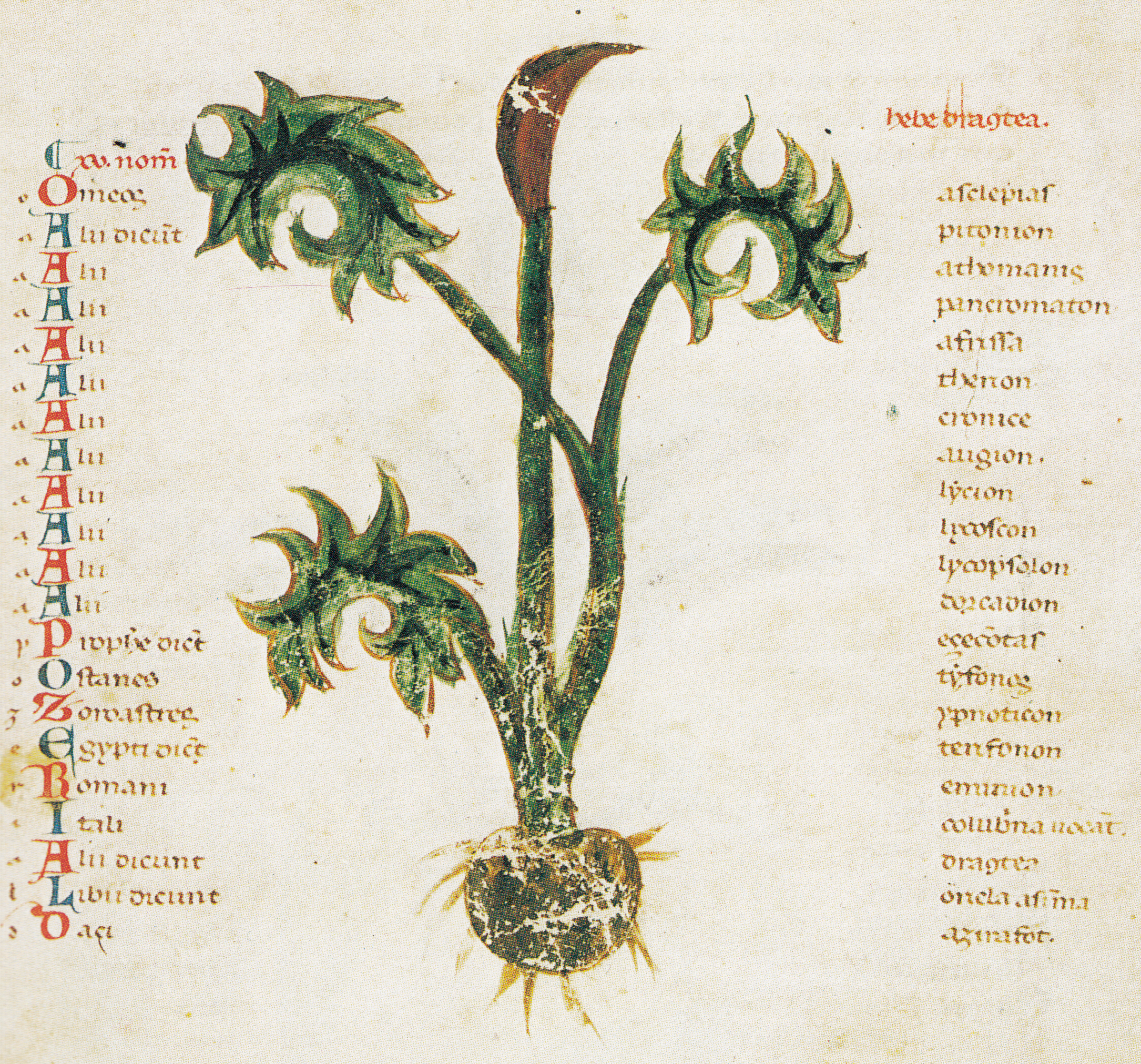
Drag[on]tea. Codex Vindob. 93, 13. Jahrhundert
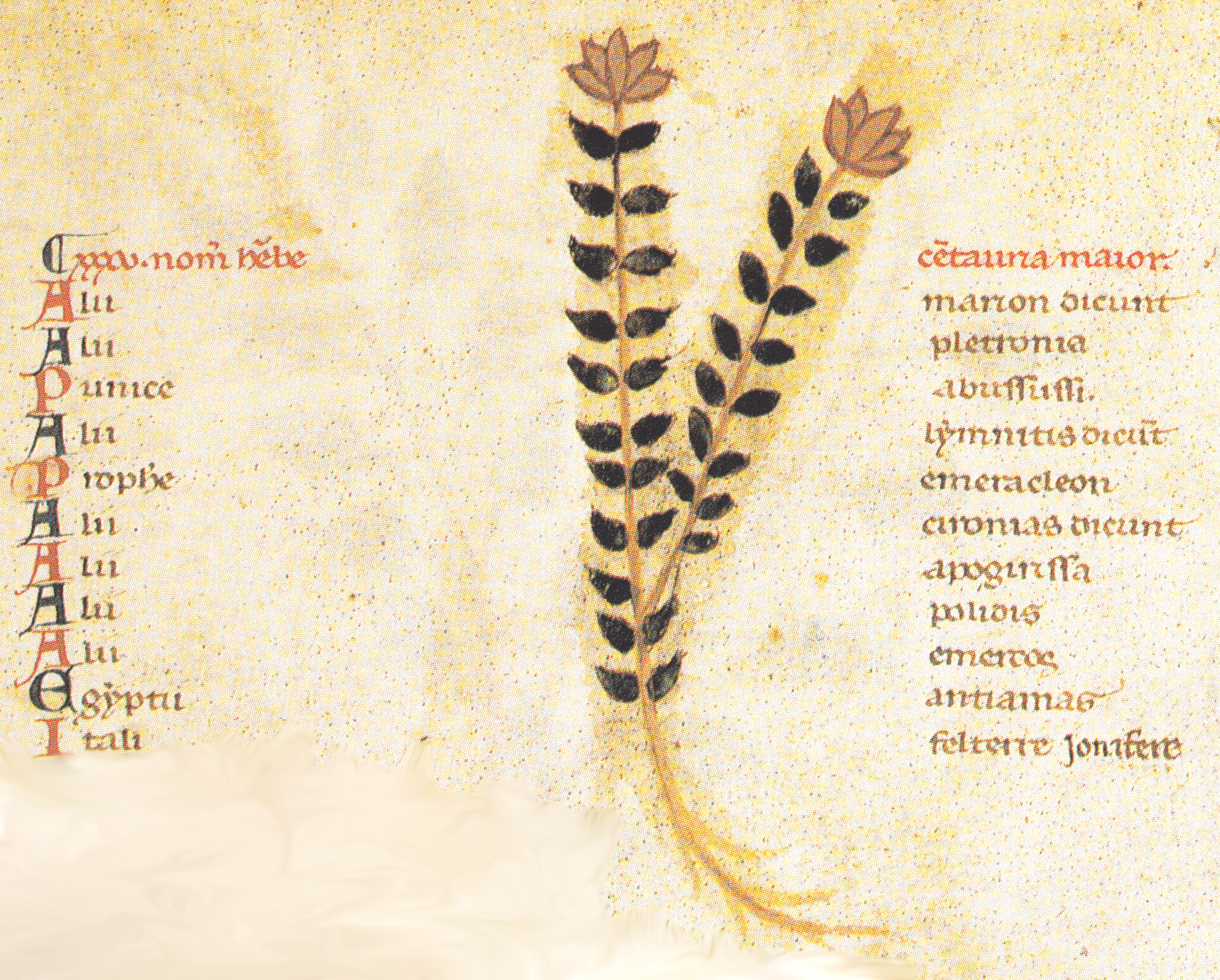
Centauria maior. Codex Vindob. 93, 13. Jahrhundert
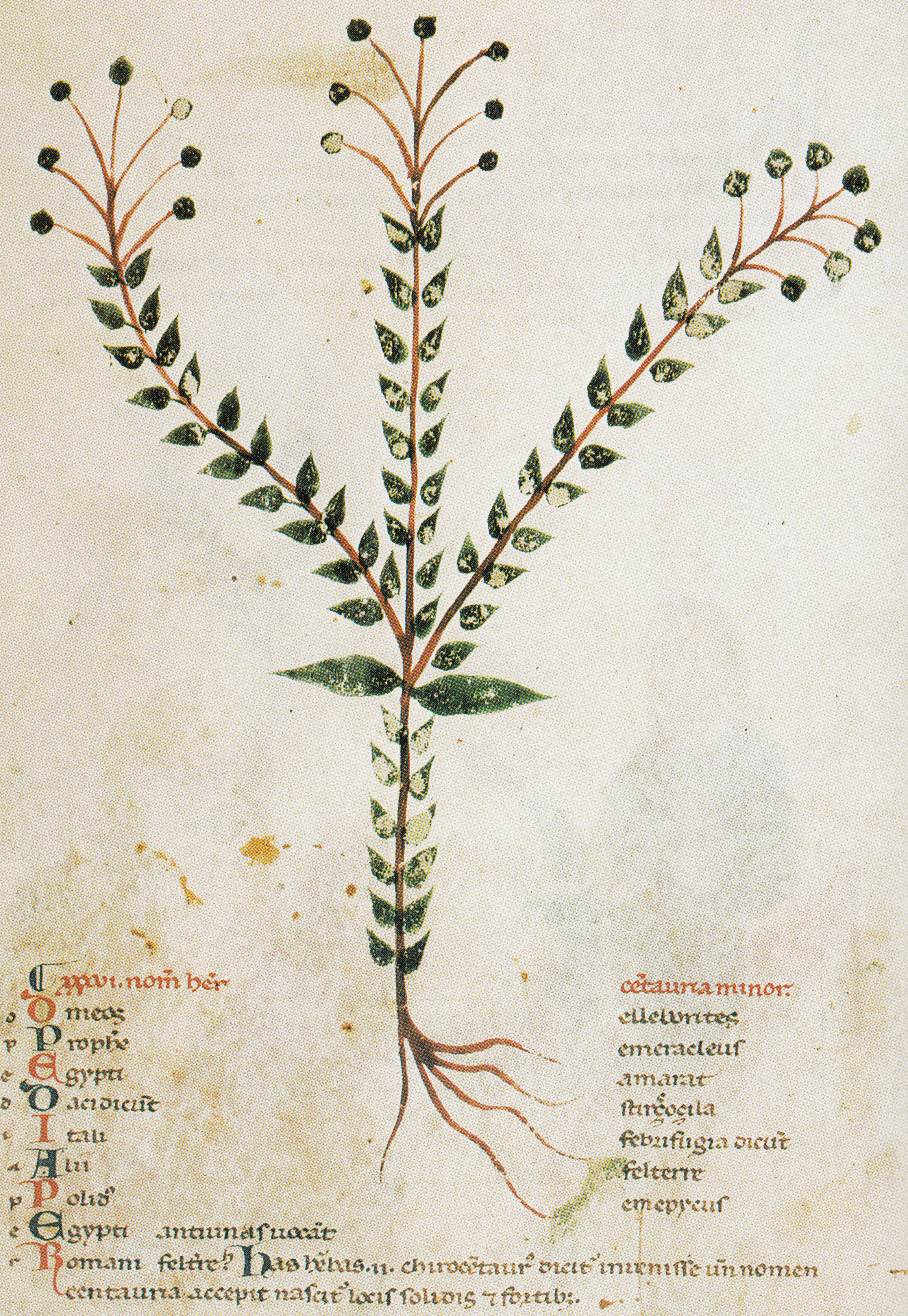
Centauria minor. Codex Vindob. 93, 13. Jahrhundert
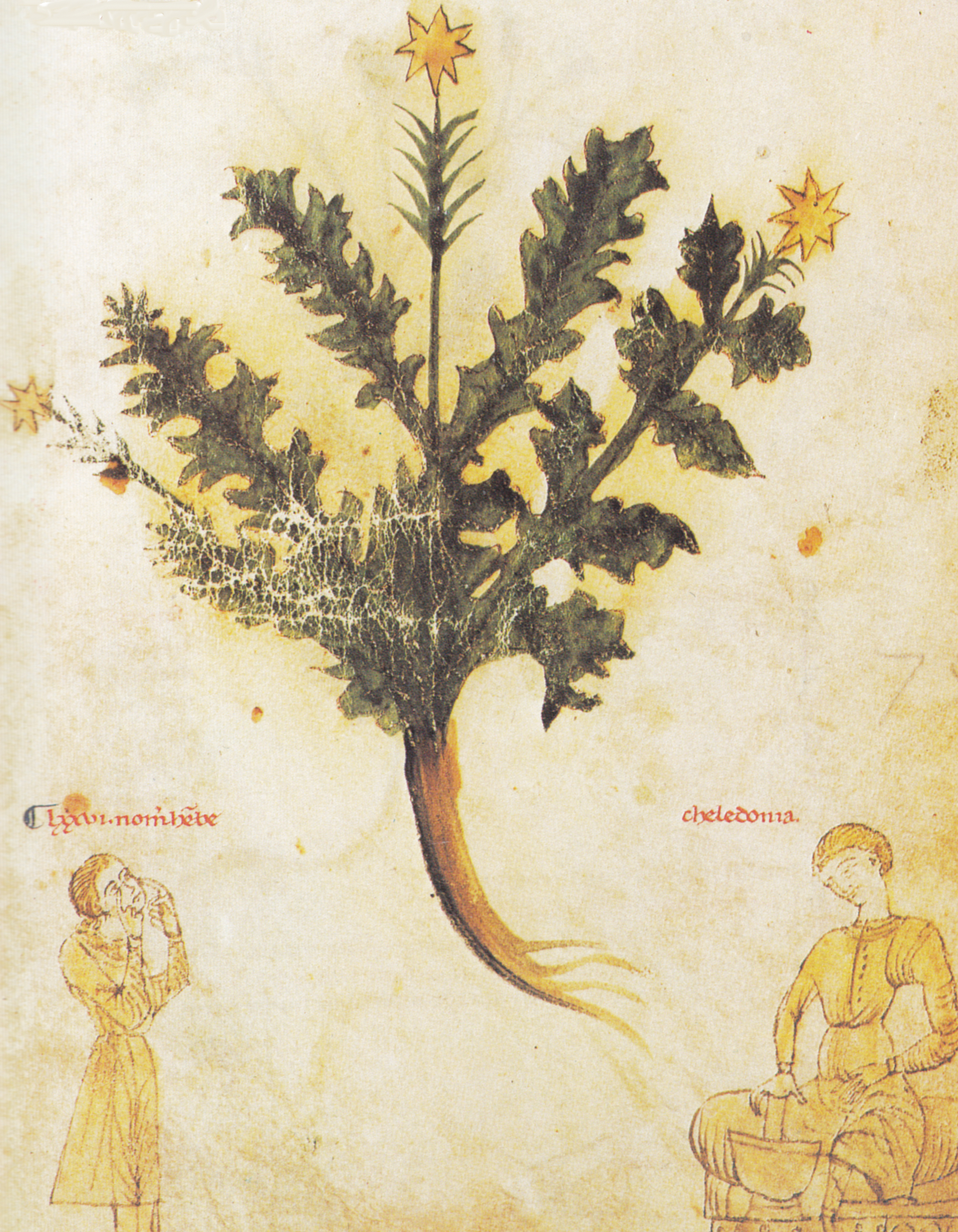
Chelidonia. Codex Vindob. 93, 13. Jahrhundert
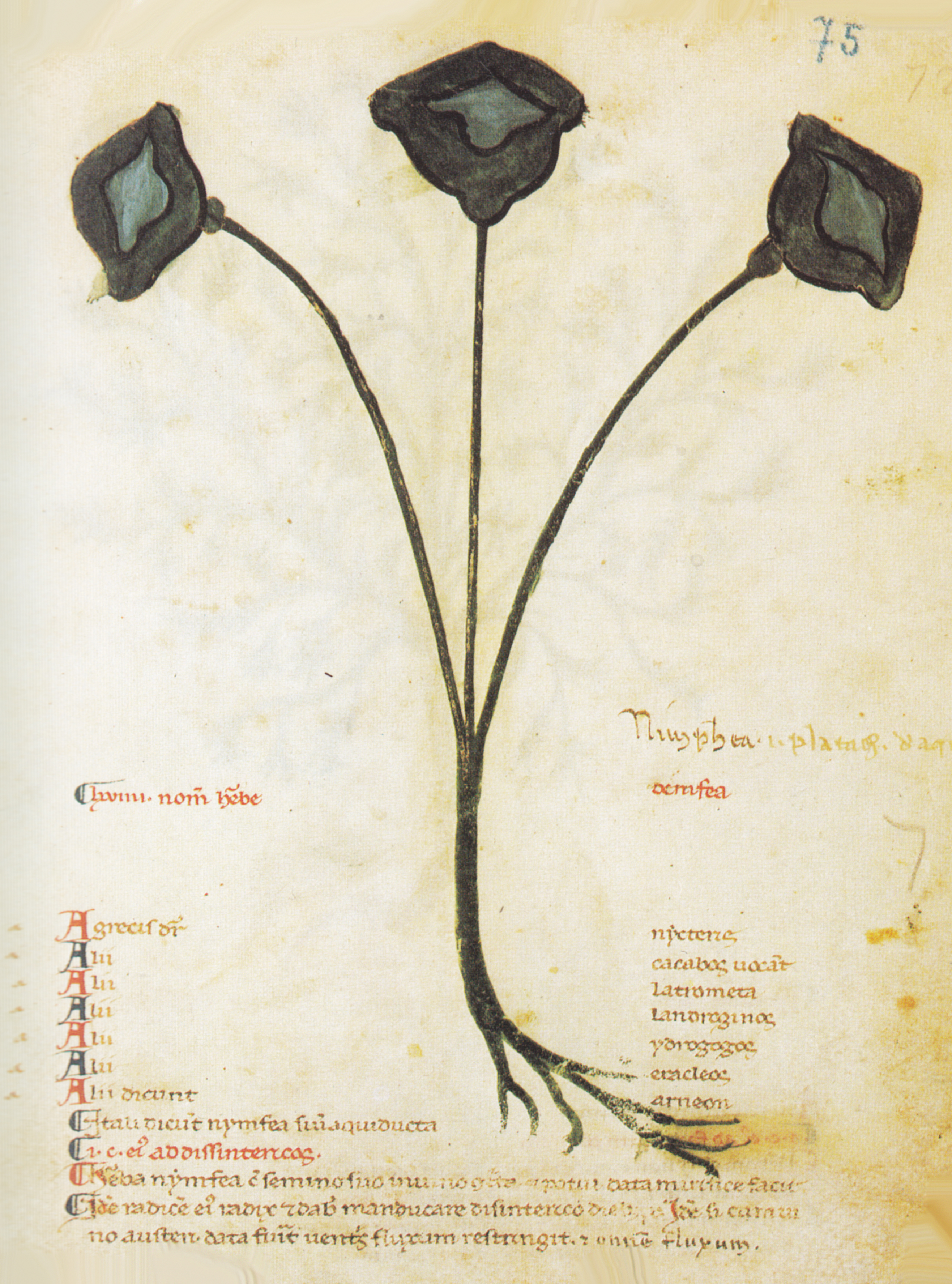
... Ni[m]fea. Codex Vindob. 93, 13. Jahrhundert

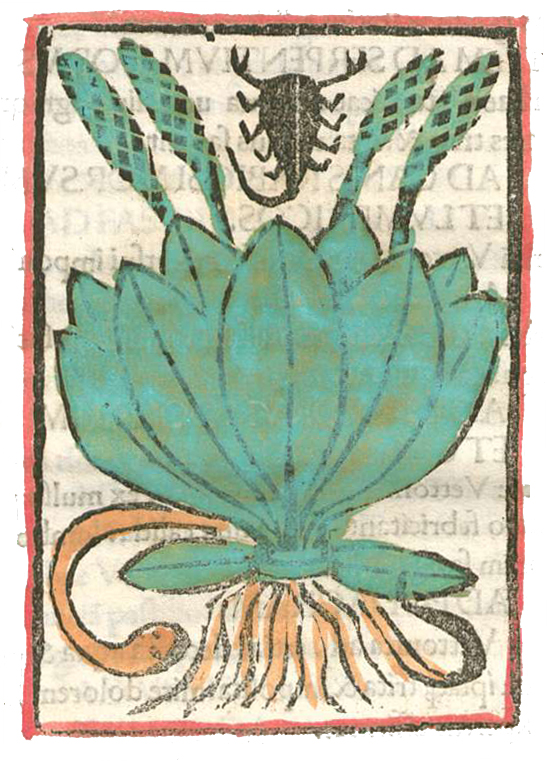
Plantago. Arnoglossa. Druck Rom 1481
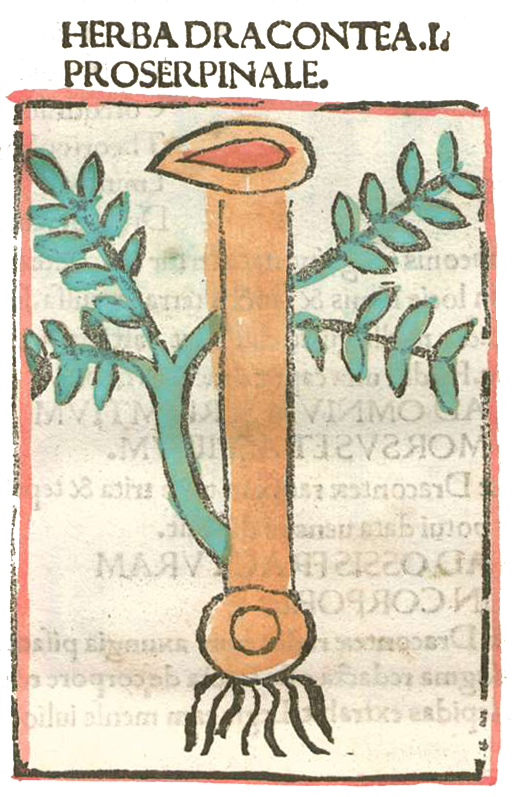
....... Dracontea. ....... Druck Rom 1481
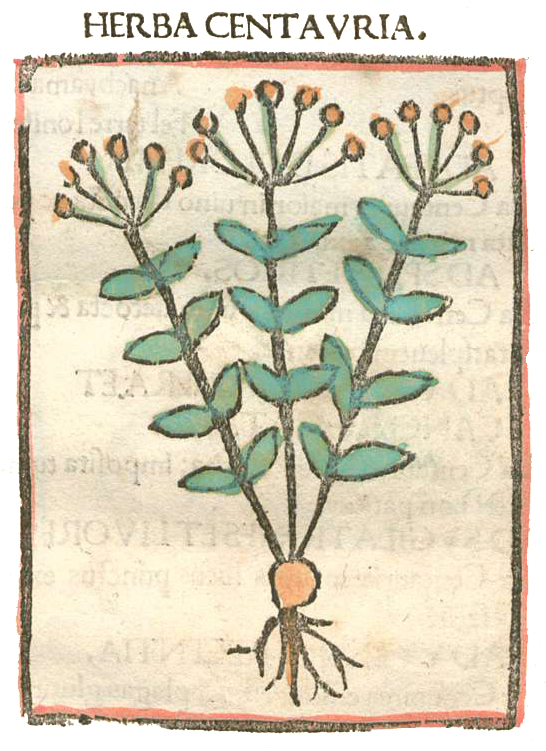
... Centauria [maior]. ... Druck Rom 1481
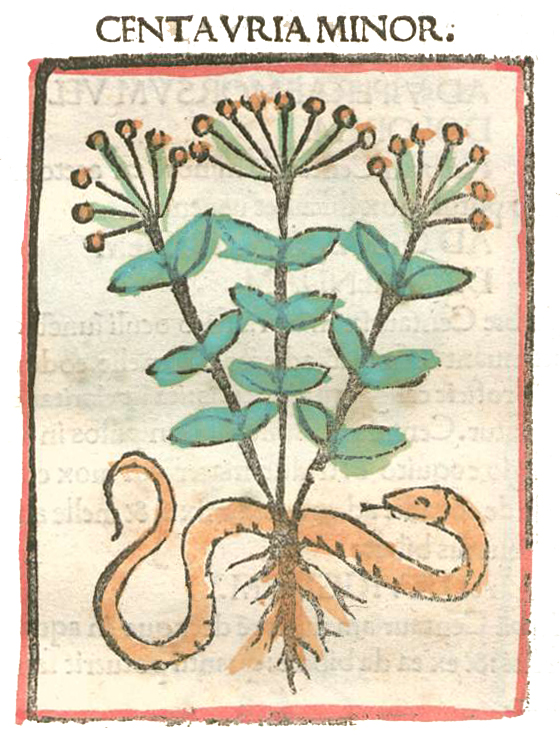
... Centauria minor. ... Druck Rom 1481
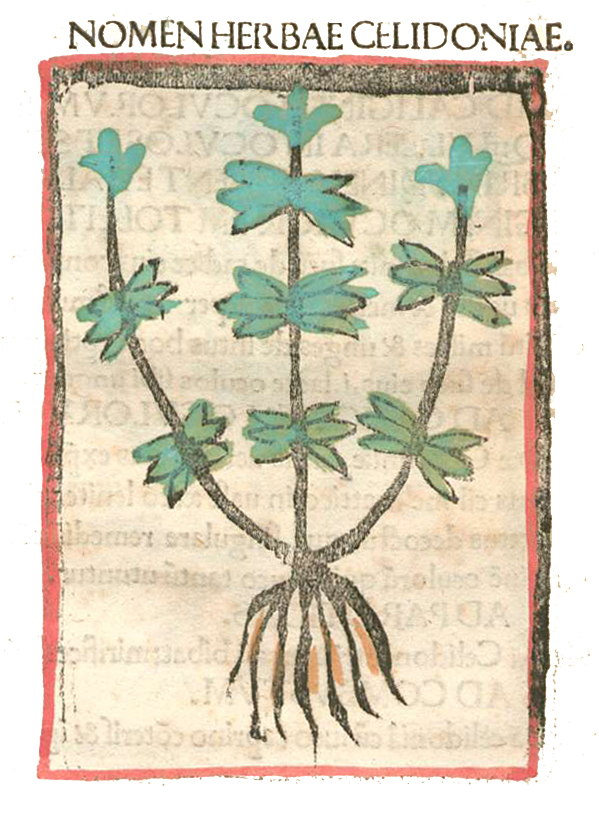
....... Celidonia. ....... Druck Rom 1481
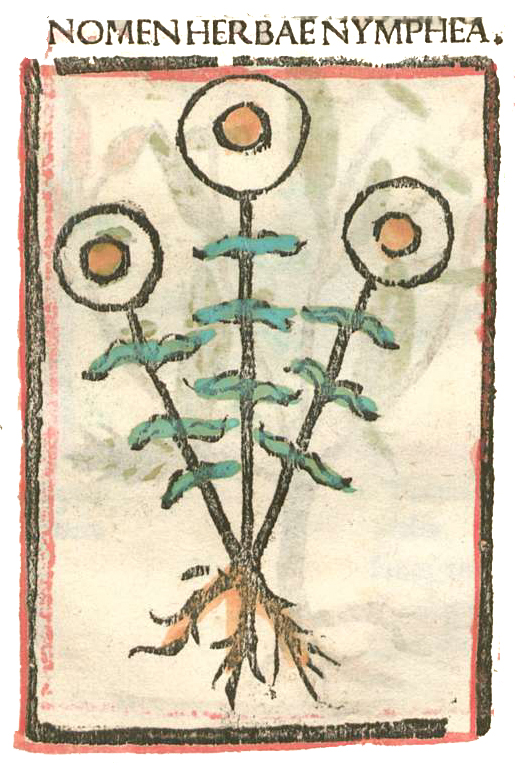
....... Nymphea. ....... Druck Rom 1481

Vom 6. bis ins 15. Jahrhundert bewahrten die Pflanzen-Abbildungen in Pseudo-Apuleius-Herbarius-Ausgaben eine Grundcharakteristik, die sie als Sinnbilder von Pflanzengruppen, nicht als naturstudienhafte Abbildungen von Pflanzenarten im heutigen Sinn kennzeichneten. Inhalte des Pseudo-Apuleius fanden bezüglich der Heilpflanze trachontê („Drachenwurz“) Aufnahme in den Parzival des Wolfram von Eschenbach.

### Texte
Medizin- und Kunsthistoriker sind sich einig, dass der Urtext (Archetyp) dieses Herbarius im 4. Jahrhundert entstand. Nach Sigerist (1930, S. 200), Hunger, Howald und Bierbaumer sowie Irmgard Müller speiste er sich aus lateinischen, nach Singer (1927, S. 37 f. und 43–47) und Felix Baumann aus griechischen Quellen. Ein großer Teil der Rezepte im Pseudo-Apuleius Herbarius stimmt mit Rezepten aus der Naturalis historia des Plinius bzw. der sogenannten Medicina Plinii überein. In – je nach Handschrift – 128 bis 131 Kapiteln wird je eine Pflanze behandelt. Nach der Nennung des Namens der Pflanze werden die Indikationen in Rezeptform abgehandelt. Im Gegensatz zu anderen Kräuterbüchern enthält der deshalb oft als Rezeptsammlung bezeichnete Text keine ausführlichen Beschreibungen der Pflanzen. Die Anzahl der Rezepte pro Kapitel schwankt zwischen 1 und 24. Den Abschluss bilden eine Synonymenliste und – bei den Texten der β-Klasse – erweiternde Zusätze (Interpolationen) aus der Materia Medica des Dioskurides. Inhalte aus Pseudo-Apuleius finden sich bei Marcellus Empiricus wieder.
Beispiel: Kapitel 89, Herba Millefolium (nach der Edition von Howald und Sigerist 1927):
| Text nach Howald/Sigerist | Übersetzung |
| --- | --- |
| Herba millefolium | Das Kraut „Tausendblatt“ [Millefolium wurde später meist als Achillea millefolium - Schafgarbe gedeutet.] |
| 1. Ad dentium dolorem. Herbae millefolium radicem ieiunus conmanducet. | 1. Zum Zahnschmerz. Die Wurzel des Krautes Millefolium soll nüchtern gekaut werden. |
| 2. Ad uulnera de ferro facta. Herba millefolium cum axungia pistata et inposita uulnera purgat et sanat. | 2. Zu Wunden, die durch Eisen zugefügt wurden. Wenn man das mit Fett zerstampfte Kraut Millefolium auflegt, so reinigt und heilt es Wunden. |
| 3. Ad tumores. Herbam millefolium contusam cum butiro inpone. | 3. Zu Geschwulsten. Lege das in Butter zerstossene Kraut Millefolium auf. |
| 4. Ad urinae difficultatem. Herbae millefolium sucus cum aceto bibitur, mire sanat. | 4. Zu Harnentleerungsstörungen. Der in Weinessig getrunkene Saft des Krautes Millefolium heilt wunderbar. |
| Nomina herbae. A Graecis dicitur miriofillon, alii ambrosiam, alii ciliofillon, alii crisitis, Galli mulicandos, alii uigentia, Daci diodela, Itali millefolium, alii militaris, alii Achillion, alii supercilium Veneris, alii cereum siluaticum. Hanc herbam Achilles inuenit, unde ferro percussus sanabat, quae ob id Achillea uocatur... | Die Namen des Krautes. Die Griechen nennen es miriofillon, andere ambrosia, andere ciliofillon, andere crisitis. Die Gallier (nennen es) mulicandos, andere vigentia. Die Dacer (nennen es) diodela. Die Italer (nennen es) millefolium, andere militaris, andere Achillion, andere supercilium Veneris, andere cereum silvaticum. Dieses Kraut hat Achilles entdeckt, weil es durch Eisen geschlagene Wunden heilte. Es wurde daher Achillea genannt... |
| [Interpolationes ex Diosc.] Nascitur in palustris locis … | [Erweiternde Zusätze aus der Materia Medica des Dioskurides] Es wächst an sumpfigen Stellen … |

## Manuskripte

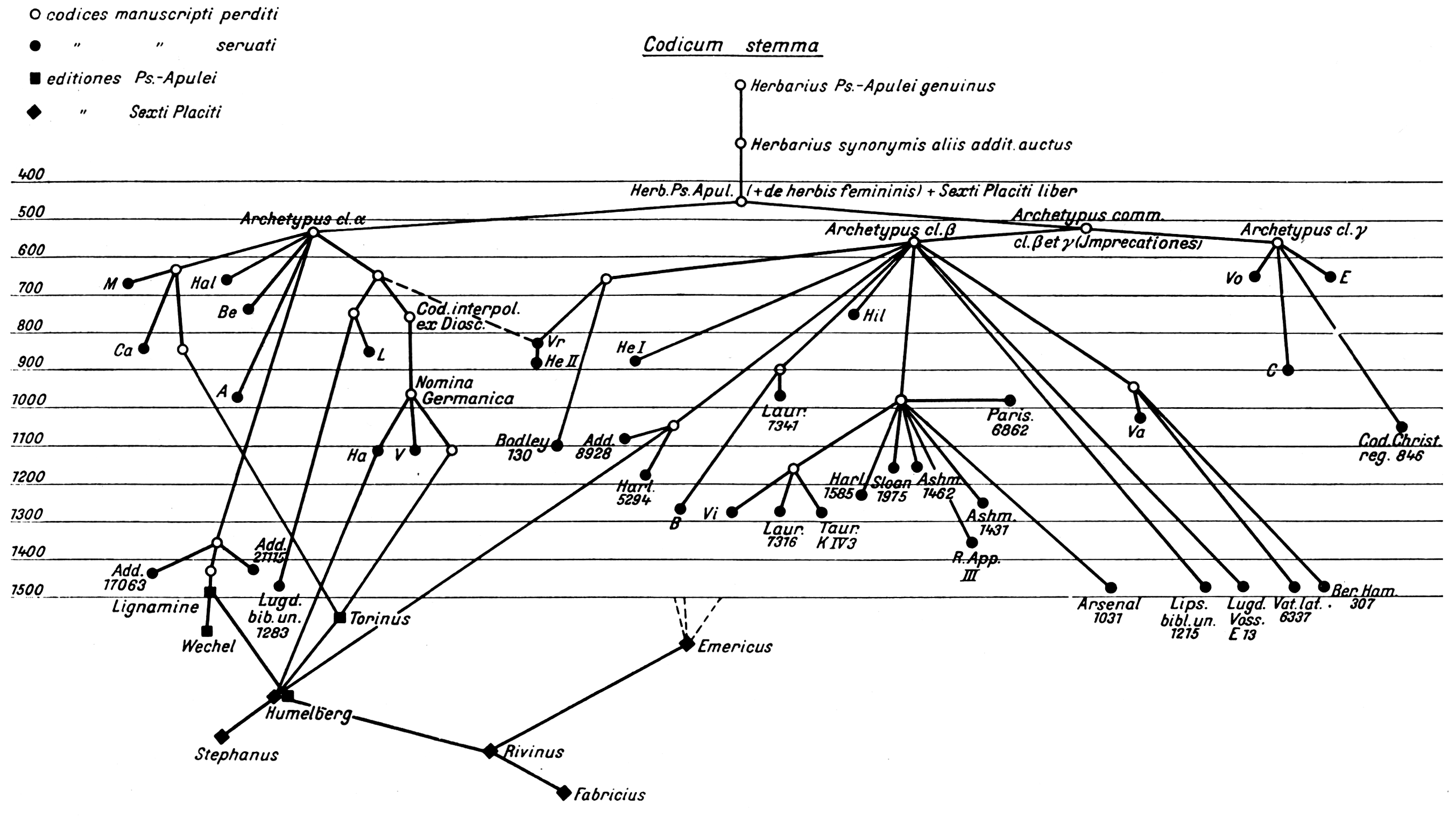
Klassifizierung der Apuleius-Handschriften nach Howald / Sigerist 1927.

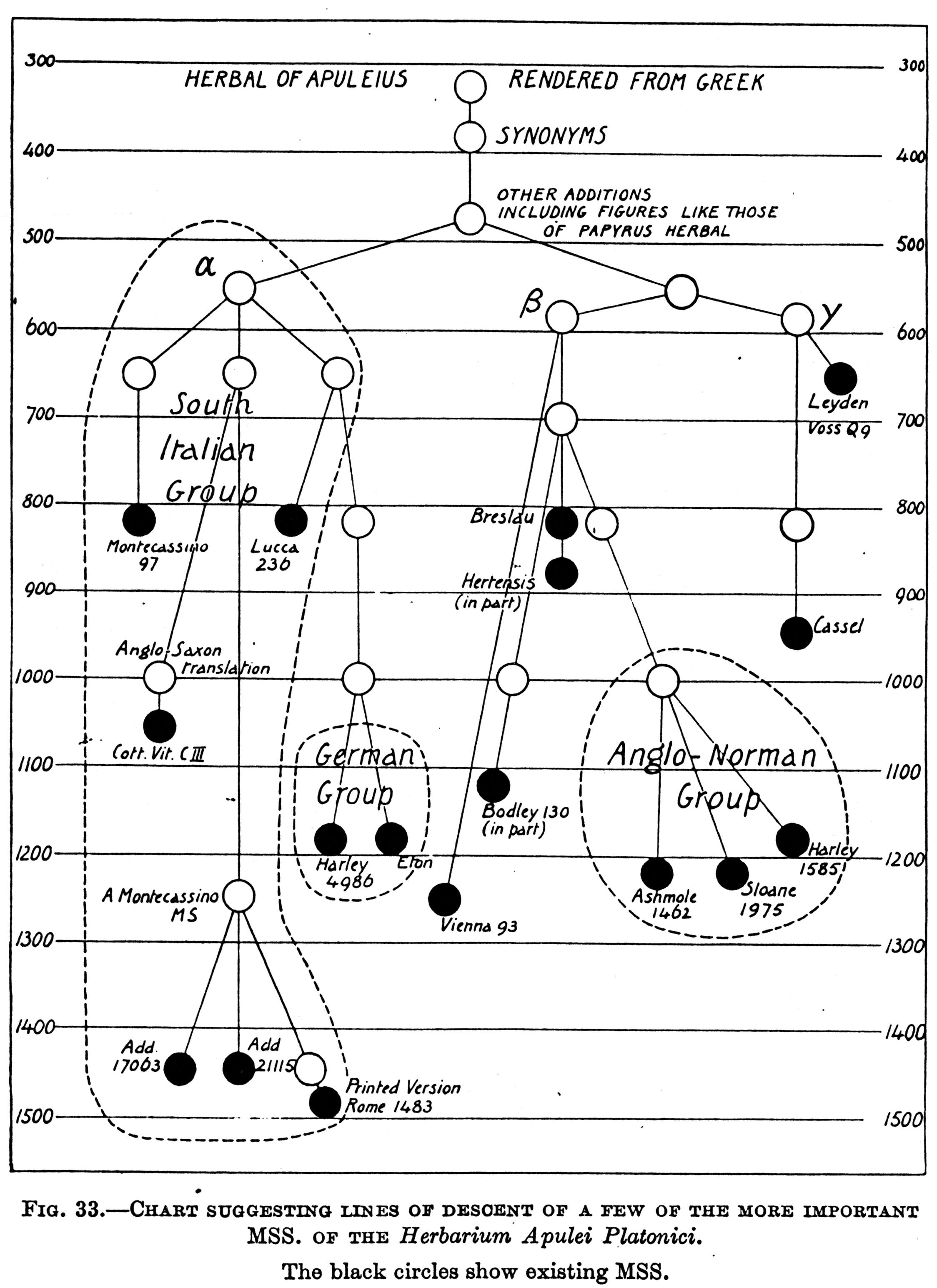
Vereinfachtes Schema nach Singer 1927 (mit Anlehnung an Howald / Sigerist).

In den Pseudo-Apuleius-Codices des Mittelalters war der „Pseudo-Apuleius Herbarius“ mit anderen Werken kombiniert:
1. „De herba vettonica“. Abhandlung über die Echte Betonie mit falscher Zuschreibung an Antonius Musa, den Leibarzt  des römischen Kaisers Augustus.
2. „De taxone liber“. Anonyme Abhandlung über die Verwendung des Dachses in der Medizin.
3. „Pseudo-Apuleius Herbarius“.
4. Sextus Placitus Papyrensis: „Liber medicinae ex animalibus“, basierend auf der Naturalis historia des Plinius.[7]
  - A-Version mit 12 Kapiteln über Vierfüßler.
  - B-Version mit 31 Kapiteln über Vierfüßler, Vögel, Reptilien, Spinnen, Insekten und Menschen.
5. Pseudo-Dioskurides
  - A-Version: „Curae herbarum“ (Kräuterbuch mit 64 Kapiteln und Dioskurides als Hauptquelle)[8]
  - B-Version: „Ex herbis femininis“ (Kräuterbuch mit 71 Kapiteln und Dioskurides als Hauptquelle)[9]
6. „Precatio terrae matris“ und „Precatio omnium herbarum“. Anrufung der Erdmutter und Anrufung aller Kräuter.[10]

Aufgrund der wechselnden Zusammensetzung der Codices aus diesen Einzelwerken teilten Howald und Sigerist (1927, S. V-XVI) die Codices in 3 Klassen (α, β und γ) auf. Danach
- enthält die α-Klasse die Teile 1, 2, 3, 4a und 5a oder 5b. - Außerdem längere und bessere Synonyme als in den Texten der β-Klasse.

Die α-Klasse gilt als die Klasse mit der besten Textüberlieferung;
- enthält die β-Klasse die Teile 1, 2, 3, 4b, 5b und 6. - Außerdem erweiternde Zusätze im Text (Interpolationen).

Die β-Klasse gilt als die Klasse mit der reichhaltigsten Illustration. In Bezug auf den Text ist sie der α-Klasse unterlegen;
- enthält die γ-Klasse die Teile 1, 2 und 6.

Die γ-Klasse enthält die ältesten Handschriften.
Die Codices der β-Klasse und der γ-Klasse stammen nach Howald/Sigerist vom gleichen Urtext (Archetyp) ab. Auf der Grundlage der Illustrationen wies Grape-Albers (1977, S. 164–166) darauf hin, dass die Codices aller Klassen (α, β und γ) vom selben Archetyp abstammen müssen.
| Klasse | Kürzel (Howald/Sigerist) | Bezeichnung des Kodex                                                                                            | Jahrhundert     |
| ------ | ------------------------ | --- | --------------- |
| α      | Ca                       | Montecassino, Archivo de la Badia, Codex Casinensis 97                                                           | 9. Jahrhundert  |
| α      | M                        | München, Bayrische Staatsbibliothek, Fragmenta Emeranensia, Clm 14672, 14766 und 15028, insgesamt 8 Blätter.     | 7. Jahrhundert  |
| α      | L                        | Lucca, Biblioteca Statale, ms. 296                                                                               | 9. Jahrhundert  |
| α      | Hal                      | Halberstadt, Domschatz (Bibliothek des Domgymnasiums), Inv.-Nr. 465–466 fol. Ir-IIv, Palimpsest (Obere Schrift). | 7. Jahrhundert  |
| α      | Be                       | Berlin, Staatsbibliothek Fragmentum Berolinense Ms. Lat. fol. 381 no. 1                                          | 8. Jahrhundert  |
| α      | Ha                       | London, British Museum, MS Harley 4986                                                                           | 12. Jahrhundert |
| α      | V                        | Wien, Codex Vindobonensis 187 (nach Grape-Albers 1977, S. 3: Eton College MS. 204)                               | 12. Jahrhundert |
| α      | A                        | London, British Library, MS Cotton Vitellius C. iii                                                              | 11. Jahrhundert |
| β      | Hil                      | Hildesheim, Beverinsche Bibliothek, MS. 658                                                                      | 8. Jahrhundert  |
| β      | Vr                       | Breslau (Wrocław), Codex Vratislaviensis Bibl. univ. III F 19                                                    | 9. Jahrhundert  |
| β      | Bodley 130               | Oxford, Bodleian Library, MS. Bodley 130                                                                         | 11. Jahrhundert |
| β      | He                       | Herten, Codicis medici Hertensis, verbrannt                                                                      | 9. Jahrhundert  |
| β      | B                        | Bamberg, Codex Bambergensis med 8 (L III.15)                                                                     | 13. Jahrhundert |
| β      | Laur. 7341               | Florenz, Bibliotheca Laurenziana, MS. 73,41                                                                      | 9. Jahrhundert  |
| β      | Va                       | Vatican, Codex Vaticanus Barberinus 160                                                                          | 11. Jahrhundert |
| β      | Vat. Lat. 6337           | Codex Vaticanus lat. 6337                                                                                        | 15. Jahrhundert |
| β      | Laur. 73.16              | Florenz, Bibliotheca Laurenziana, MS. 73,16                                                                      | 13. Jahrhundert |
| β      | Vi                       | Wien, Österreichische Nationalbibliothek, Codex Vindobonensis 93                                                 | 13. Jahrhundert |
| β      | Arsenal 1031             | Paris, Bibliothèque de l’Arsenal, Codex 1031                                                                     | 15. Jahrhundert |
| β      | Paris 6862               | Paris, Bibliothèque Nationale, MS. lat. 6862                                                                     | 10. Jahrhundert |
| β      | Ber                      | Codex Berolinensis Hamil. 307                                                                                    | 15. Jahrhundert |
| γ      | E                        | Fragmentum Epporigiense                                                                                          | 7. Jahrhundert  |
| γ      | Vo                       | Leiden, Universitätsbibliothek, MS. Voss. Q. 9                                                                   | 6. Jahrhundert  |
| γ      | C                        | Kassel, Landesbibliothek, 2° MS. phys. et hist. nat. 10                                                          | 9. Jahrhundert  |

Singer (1927), Grape-Albers (1977, S. 2–5) und Collins (2000) erwähnten noch weitere Manuskripte (Auswahl):
- St. Gallen, Stiftsbibliothek, Cod. 217, 9. Jh. (genannt Botanicus)[24]
- London, British Museum, MS. Harley 585, 11. – 12. Jh.[25]
- London, British Museum, MS. Harley 1585, 12. Jh.[26]
- London, British Museum, MS. Harley 5294, 12. Jh.[27]
- London, British Museum, MS. Harley 6258 B, 12. Jh.[28]
- London, British Museum, MS. Sloane 1975, 12. Jh.[29]
- Oxford, Bodleian Library, MS. Ashmole 1431, 11. Jh.[30]
- Oxford, Bodleian Library, MS. Ashmole 1462, 12. Jh.[31]
- Turin, Bibliotheca Universitaria, MS. K IV 3, 11. Jh., verbrannt

## Frühe Übersetzungen
Der Kodex Cotton Vitellius C III (um 1050), eine frühe altenglische Übersetzung des Herbariums, gilt als eine der frühesten landessprachigen Manuskripte des Mittelalters in Europa überhaupt. Ein illustriertes lateinisches Manuskript aus England (Ms. Bodley 130) aus dem 12. Jahrhundert ist möglicherweise eine Rückübersetzung aus dem Altenglischen.

## Anrufungstexte
In einige Texte der β-Klasse und der γ-Klasse sind Anrufungstexte antik-heidnischen Ursprungs eingefügt:
1. eine „Precatio terrae matris“ („Anrufung der mütterlichen Erde“) bzw. der „Dea sancta Tellus“. Christliche Glaubenseiferer haben in der Wiener Ausgabe des 13. Jh. Teile des Textes der „Precatio terrae matris“ abgekratzt und neu überschrieben. So wurde aus „Dea sancta Tellus…“  neu: „Deo sancto …“
2. eine „Precatio omnium herbarum“ („Anrufung aller Kräuter“).[36]

Anrufungstexte sind enthalten in den folgenden Codices der
- γ-Klasse:
  - Leiden. Universitätsbibliothek. MS. Voss. Q. 9 (6. Jh.)
- β-Klasse:
  - Breslau, Codex Vratislaviensis Bibl. univ. III F 19 (9. Jh.)
  - London. British Museum, MS. Harley 1585 (Drittes Viertel 12. Jh.)
  - Florenz. Bibliotheca Laurenziana, MS. Plut. 73,16 (13. Jh.)
  - Wien. Österreichische Nationalbibliothek, Cod. 93 (13. Jh.)
  - New Haven. Yale Medical Library. MS. 18 (Erstes Drittel 15. Jh.)

|                                            | London MS. Harley 1585 | Florenz MS. Plut. 73,16 | Wien Nat. Bib. Cod. 93 | New Haven MS. 18 |
| ------------------------------------------ | ---------------------- | ----------------------- | ---------------------- | ---------------- |
| Anrufung aller Kräuter. Abbildung          |                        |                         |                        |                  |
| Anrufung aller Kräuter. Text               |                        |                         |                        |                  |
| Orant, Erdmutter und Wassergott. Abbildung |                        |                         |                        |                  |
| Anrufung der Erdmutter. Text               |                        |                         |                        |                  |

## Inkunabeln und Frühdrucke
1481 (bis 1483) wurde in Rom auf Veranlassung von Johannes Philippus de Lignamine ein Erstdruck des Pseudo-Apuleius (-Komplex) nach einer Handschrift des Klosters Montecassino aus dem 9. Jahrhundert herausgegeben. Dieser Druck ist die erste bebilderte Kräuterbuch-Inkunabel. Den ersten Druck in Nordeuropa besorgte Gabriel Humelberg 1537 in Zürich.

## Textausgaben
- Johann Christian Gottlieb Ackermann: Parabilium medicamentorum Scriptores antiqui. … Monath, Nürnberg und Altdorf 1788, S. 39–112: Sexti Placiti Papyrensis De medicamentibus ex animalibus liber (Digitalisat); S. 115–124: Constantini Africani Medici De animalibus liber (Digitalisat); S. 125–294: L. Apuleii De medicamentibus herbarum liber (Unter Einschluss von: Nomina et virtutes herbae vetonicae) (Digitalisat); S. 295–350: L. Apuleii De medicamentibus herbarum librum notae (Digitalisat)
- Oswald Cockayne: Leechdoms, wortcunning and starcraft of early England (Being a Collection of Documents, for the Most Part Never Before Printed Illustrating the History of Science in this Country Before the Norman Conquest). 3 Bände. London 1864–1866, hier: Band 1, London 1864 (= Rerum britannicarum medii aevi scriptores, Rolls Series, XXV. Band 1. London, Digitalisat); Neudruck Vadzu 1964. –  British Library, MS Cotton Vitellius C. iii (11. Jh.) als Leithandschrift.
- Hugo Berberich: Das Herbarium Apuleii nach einer frühmittelenglischen Fassung. Heidelberg (1901) 1902 (= Anglistische Forschungen. Band 5); Neudruck Amsterdam 1966, S. 65 ff.
- Ernst Howald, Henry E. Sigerist: Antonii Musae De herba vettonica, Liber Pseudo-Apulei herbarius, Anonymi De taxone liber, Sexti Placiti Liber medicinae ex animalibus  (= Corpus Medicorum Graecorum/Latinorum. Band 4). Teubner, Leipzig 1927 (Digitalisat).
- F.W.T. Hunger: The Herbal of Pseudo-Apuleius. From the ninth-century manuscript in the abbey of Monte Cassino (Codex Casinensis 97) together with the first printed edition of Joh. Philippus de Lignamine (Edition princeps Romae 1481) both in facsimile, described and annotated. Brill, Leyden 1935.
- Erminio Caprotti, William T. Stearn: Herbarium Apulei 1481, Erbolario volgare 1522. 2 Bände. Mailand 1979 (= Libri rari. Collezione di ristampe con nuove apparati. Band 3).
- Kai Brodersen: Apuleius, Heilkräuterbuch / Herbarius, lateinisch und deutsch. Marix, Wiesbaden 2015. ISBN 978-3-7374-0999-5.